# Tarbaleopsis
Tarbaleopsis is een geslacht van rechtvleugeligen uit de familie Pyrgomorphidae. De wetenschappelijke naam van dit geslacht is voor het eerst geldig gepubliceerd in 1930 door Ramme.

## Soorten
Het geslacht Tarbaleopsis omvat de volgende soorten:
- Tarbaleopsis brunnea Willemse, 1955
- Tarbaleopsis hystrix Kevan, 1966
- Tarbaleopsis minor Kevan, 1966
- Tarbaleopsis proxima Kevan, 1968
- Tarbaleopsis stellae Kevan, 1966
- Tarbaleopsis tuberculata Ramme, 1930
- Tarbaleopsis willemsei Kevan, 1966